# 叶娃·亚努什克维丘特
叶娃·亚努什克维丘特（1994年9月22日—），立陶宛女子高山滑雪运动员。
2012年，18岁的叶娃·亚努什克维丘特即打破了立陶宛女子高山滑雪运动员在國際滑雪聯合會的积分纪录。她参加了2013年世界高山滑雪錦標賽，大回转排名81位，回转未完赛。
她成功拿到了2014年冬季奥林匹克运动会参赛资格，成为首位参加冬奥会高山滑雪项目的立陶宛女运动员。冬奥会上，叶娃大回转第一轮排名第71位，第二轮未完赛。回转比赛上，由于雪板脱落，她未能完成比赛。